# Aeroportul Vanrook Station
Aeroportul Vanrook Station (IATA: VNR, ICAO: YVRS) este un aeroport din Queensland, Australia.
Situat la o altitudine de 41 m, aeroportul dispune de o singură pistă.